# Histoire des Berbères
L'histoire des Amazigh remonte aux premières civilisations installées sur les territoires d'Afrique du Nord. Les Berbères ou Amazigh (en berbère: pl. ⵉⵎⴰⵣⵉⵖⵏ /Imaziɣen/, sing. ⴰⵎⴰⵣⵉⵖ /Amaziɣ/) sont une ethnie autochtone d'Afrique du Nord, aussi connue dans l'Antiquité sous les noms de Libyens, Libou, Mauri, Numides, Gétules, Garamantes. Ils ont été notamment impliqués durant leur histoire dans les guerres puniques, la conquête romaine, la christianisation, l'invasion vandale, la conquête arabe et l'islamisation.
Durant l'ère hellénique, ils ont été appelés « Libyens » (ou « Libyques », ou Paléo-Berbères) et leur terre « Libye », connue aujourd'hui sous le nom de Libye antique. Leur terre s'étendait alors des Îles Canaries (à l'ouest du Maroc actuel) à l'ouest de l'Égypte antique. L'Égypte moderne comprend l'oasis de Siwa, région berbérophone, qui a fait historiquement partie de la Libye antique.

## Les populations berbères

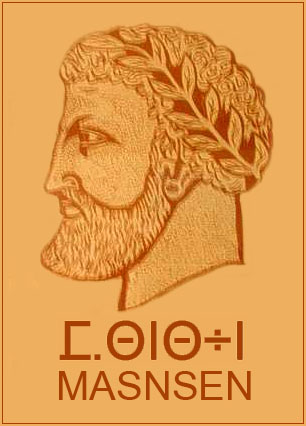
Portrait du roi numide Massinissa. (actuelle Algérie)

Le nom de « berbère » est issu du mot barbarus, par lequel les Grecs, puis les Romains, désignaient tout peuple dont ils ne comprenaient pas la langue, et qui ignoraient les coutumes et la civilisation gréco-romaines. Par la suite, les Romains ont maintenu l'usage du mot « Berbères » pour désigner les peuples d'Afrique du Nord qu'ils n'ont jamais réussi à soumettre totalement, même après la prise de Carthage. Chaque région du Maghreb étant constituée de plusieurs tribus dont notamment les grandes confédérations Sanhadja, Zénète, Masmouda et Luwata. Chaque tribu est décomposée en des sous-tribus, dont chacune dispose d'une indépendance territoriale et décisionnelle.
Les groupes liés de près et de loin avec les Berbères dans l'histoire sont:
- Les Africains de l’Est[2] ;
- Les Ibères, les Grecs, les Égyptiens [3],[4] ;
- Les Corses [5] et autre peuples de culture nuragique.

## Préhistoire

### Les Ibéromaurusiens

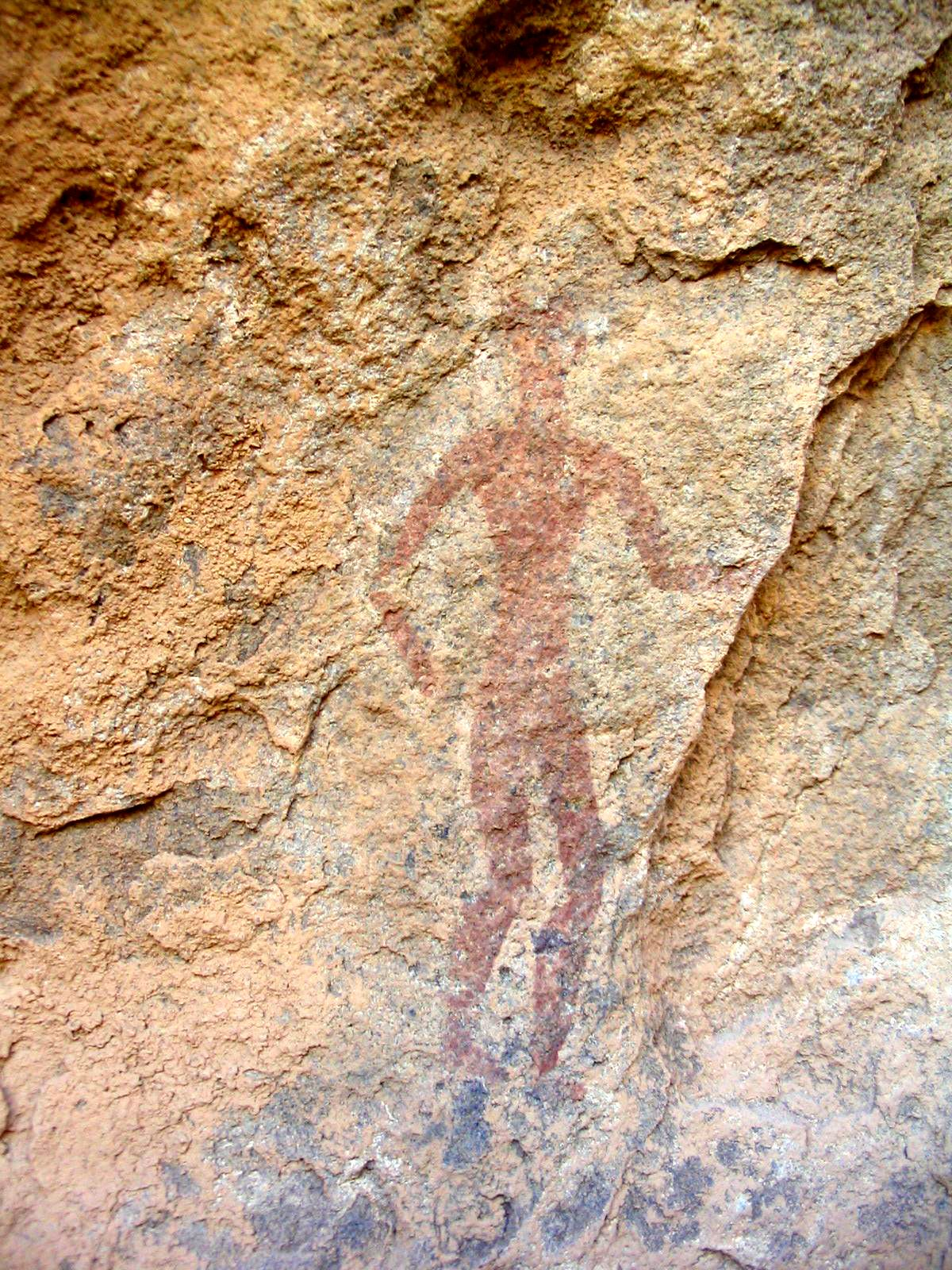
Peinture rupestre au Hoggar

Des sites archéologiques révèlent des ossements d’hominidés dont les dates obtenues par archéomagnétisme remontent jusqu’à 2 millions d’années. Les chercheurs y ont vu la présence de l’Homo habilis et de l’Homo erectus (appelé auparavant Atlanthrope) au début du Paléolithique. C'est dans le site de Aïn Hanech (Aïn El Ahnech, l'oeil du Serpent) à El Eulma dans la Wilaya de Sétif, ex Saint-Arnaud (Algérie) que fut découvert le premier Homo habilis.
Le Paléolithique finit avec l'Ibéromaurusien, connu en particulier par les fouilles menées dans la grotte d'Afalou, en Kabylie (Algérie) qui ont révélé l'existence à cette période (il y a 20 000 ans à 10 000 ans environ) d'un art mobilier (petites statuettes zoomorphes) et d'enterrements.
Les derniers chasseurs-cueilleurs sont représentés dans le nord de l'Algérie par les Capsiens, attestés jusqu'à il y a 8 000 ans.
Dans le sud Sahara, le Néolithique est une période florissante en raison d'un climat globalement plus humide que l'actuel et donc d'une flore et d'une faune beaucoup plus riches. De plus, les êtres humains de cette période ont gravé et peint les parois des abris notamment à Tassili n'Ajjer.

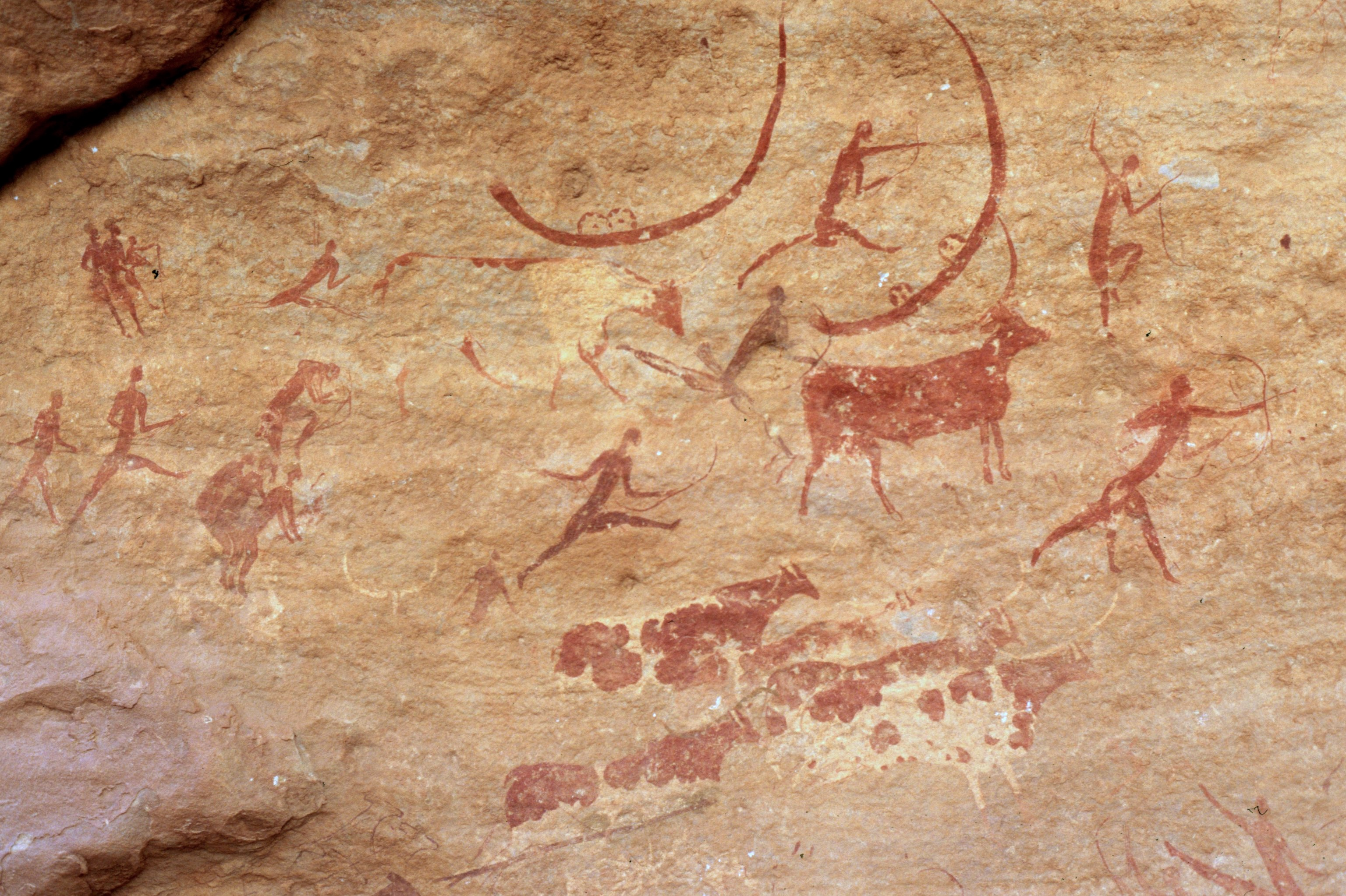
Peintures rupestres au Tassili n'Ajjer

La civilisation ibéromaurusienne se caractérise par des rites funéraires plutôt évolués et par un raffinement de l'outillage utilisé. Néanmoins, il n'est bien sûr pas encore question d'agriculture. La grotte des Pigeons (Taforalt / Ifri n Tafoughalt) dans la région d'Oujda correspond au plus grand gisement de l'époque. 
Cette civilisation se maintient et se répand sur l'ensemble du Maghreb avant de se métisser progressivement vers le neuvième millénaire avant notre ère avec les populations capsiennes.

### La civilisation capsienne

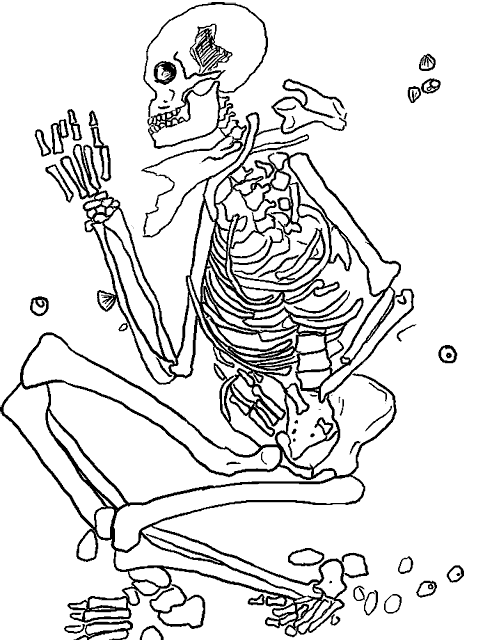
Squelette capsien en position repliée

La civilisation capsienne, ancêtre des Berbères, apparaît avec la révolution du Néolithique entre 9 000 et 7 500 av. J.-C. et dure jusqu'à l'apparition de l'âge du fer vers 2000 av. J.-C. Les Capsiens, ancêtres directs des Berbères, apparaissent d'abord à la ville de Gafsa en Tunisie, avant de se répandre dans l'ensemble de l'Afrique du Nord. Les Capsiens qui habitaient des campements faits de huttes et de branchages s'installaient généralement sur des sites à proximité d'un oued ou d'un col montagneux. À cette époque la plus grande partie de la Berbérie ressemblait à une savane, comme en Afrique de l'Est aujourd'hui, avec des forêts méditerranéennes uniquement en haute altitude.
Les Capsiens furent les premiers en Afrique du Nord à domestiquer les ovins, ils fabriquèrent divers objets, y compris des objets d'art décoratifs et des bijoux, tels que des colliers à partir de coquillages marins et diverses peintures abstraites et figuratives. Les Capsiens se nourrissaient d'ovins et de bovins, ainsi que de produits agricoles, mais également d'escargots : en effet de vastes dépôts de coquilles vides d'escargots datant de l'époque capsienne furent retrouvés, notamment à Mechta Sidi El Arbi dans la wilaya de Constantine ( Algérie ). Du point de vue anatomique les Capsiens étaient composés de 2 types ethniques : les Mechta Afala et les Proto méditerranéens dont certains pensent qu'ils auraient émigré de l'est. La culture Capsienne est reconnue par les historiens linguistes comme l'ancêtre des langues berbères en Afrique du Nord, et la décoration de poterie capsienne est d'une grande ressemblance avec la décoration moderne de poterie berbère. Peu de choses sont connues de la religion des Capsiens. Toutefois, leurs pratiques funéraires (monticules de pierres, et de peintures figuratives) suggèrent que ces derniers croyaient en une vie après la mort.
Vers 3000 avant notre ère(il y a 5000 ans), en actuelle Algérie, les Capsiens commencèrent à migrer au sud de l'Atlas tellien et s'installèrent au-delà de l'actuelle Batna et progressivement jusqu'au confins du Sahara qui se situaient à l'époque plus au Nord, vers l'actuel Tamanrasset. Durant cette même période le Sahara s'est rapidement asséché, devenant un désert extrêmement aride, comme on le connait de nos jours. 
L'actuelle Algérie n'ayant pas connu l'âge du bronze, à l'instar de toute l'Afrique, la civilisation capsienne survit jusqu'au début de l'âge du fer, avec l'apparition des fournaises vers -1500. Les Capsiens ayant migré au Sahara laissent derrière eux des peintures rupestres comme celles du Tassili N'adjjer datant de la période 5000-1500 avant notre ère ou celles de la région d'El-Bayadh et témoignant du mode de vie, de la chasse, de l'agriculture et des rites capsiens, ainsi que de l'assèchement complet du Sahara qui commença à partir de 3000 AEC et coïncida avec leur période. 
L'aridité du désert qui a suivi cette civilisation a permis de conserver naturellement ces œuvres dans des musées à ciel ouvert et cela à travers plusieurs millénaires. Aujourd'hui le contraste entre la luxuriance de la faune peinte sur ces peintures et l'aridité actuelle du désert du Sahara renforce encore leur attrait historique et artistique. Malheureusement, ces peintures sont de nos jours menacées par la fréquentation touristique des sites rupestres du Sahara et les dégradations qui en découlent.

### La civilisation carthaginoise
Le Néolithique voit également le contact s’établir entre les Phéniciens de Tyr qui fondent la civilisation carthaginoise sur les rives du golfe de Tunis en -814, avec les peuples autochtones de l’actuelle Tunisie, dont les Berbères sont désormais devenus la composante essentielle. On observe le passage de la Préhistoire à l’Histoire principalement dans l’apport des populations phéniciennes, même si le mode de vie néolithique continue un temps à exister aux côtés de celui des nouveaux arrivants. Cet apport est nuancé, notamment à Carthage (centre de la civilisation punique en Occident), par la coexistence de différentes populations minoritaires mais dynamiques comme les Grecs, les Italiens ou les Ibères d’Espagne. Les nombreux mariages mixtes contribuent à l’établissement de la civilisation punique. On peut parler de punicisation.
Parallèlement, l'Égypte et Libye vont s'affirmer dans leurs identités respectives. L'Égypte va se tourner vers l'Orient dont elle est pour partie issue, la Libye va se tourner vers sa seule voie d'expansion possible, la mer Méditerranée, dont elle reçoit régulièrement par bateaux, 
la visite de peuples maritimes, en particulier de la civilisation égéenne et phénicienne. De fait, dès le Néolithique, la plupart des habitants de la Libye habitent le front de mer, tandis que l'arrière-pays en voie de désertification dès le IIe millénaire constitue un repli pour des groupes épars, réunis en chefferies et en communautés de pâtres.

## Antiquité

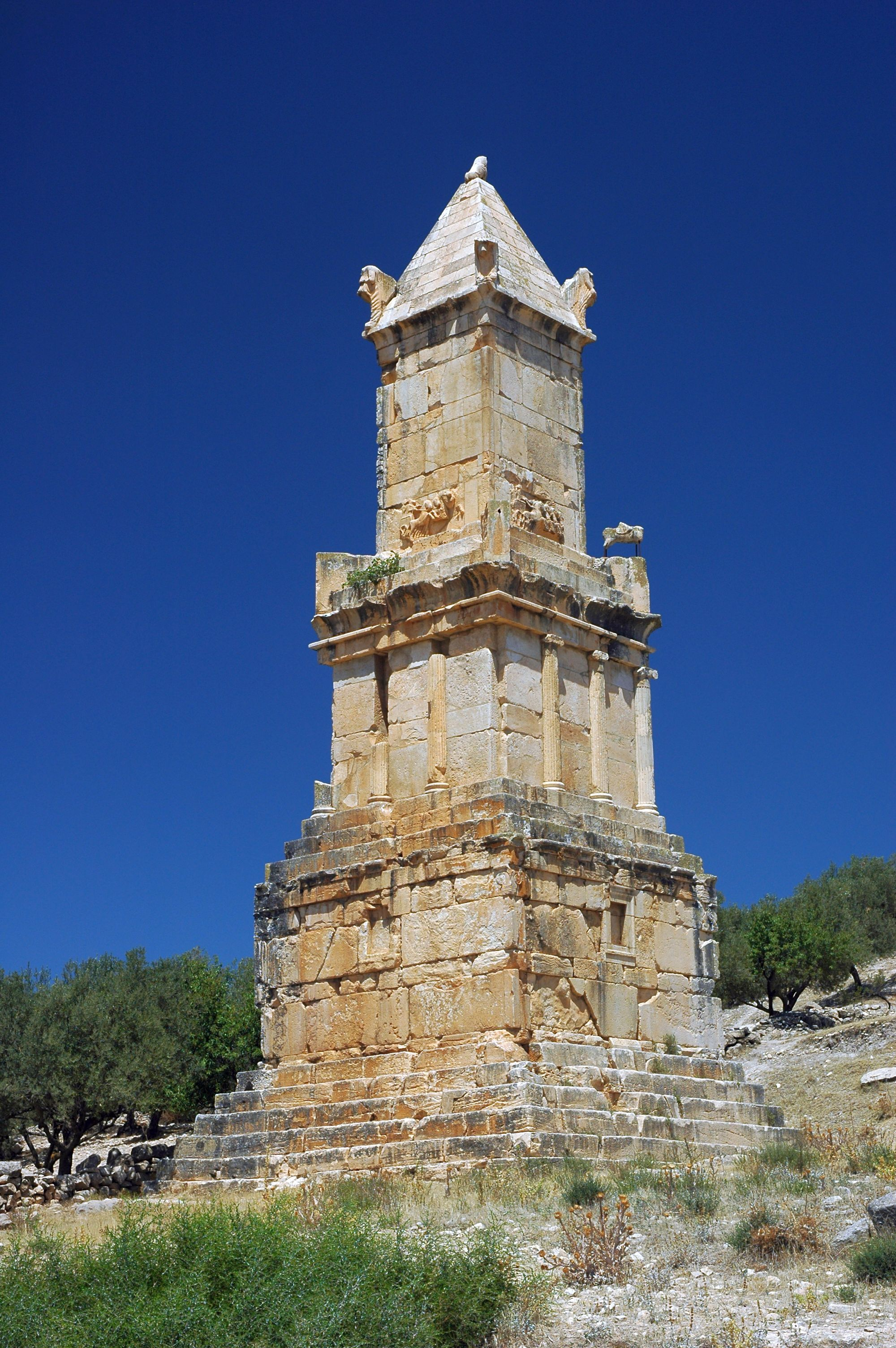
Mausolée libyco-punique dans son état actuel à Dougga en Tunisie

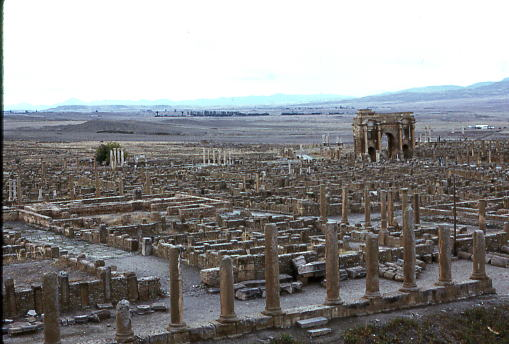
Timgad, vue d'ensemble

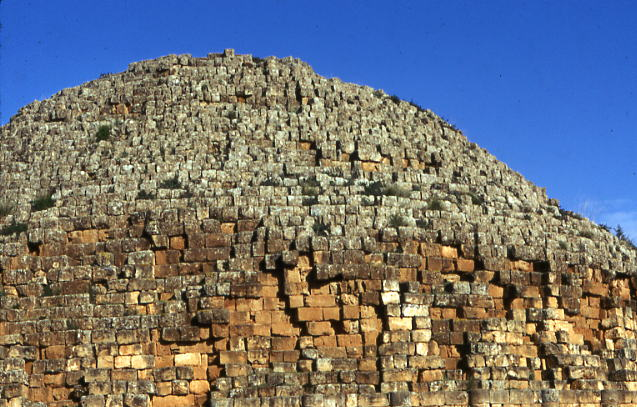
Mausolée royal de Maurétanie

### Organisation politique
Durant l'ère pré-romaine, plusieurs États indépendants se succèdent (Massæsyles, Massyles, Maures, etc.). La région est connue à travers plusieurs provinces. La province romaine d’Afrique correspond au territoire naturel de Carthage. La côte ouest de la Libye (l’Africa Vetus et l’Africa Nova), est divisée par Dioclétien en trois : la Tripolitaine, la Byzacène et l'Afrique Proconsulaire résiduelle, aussi appelée Zeugitane.), la Numidie. La Maurétanie désigne le territoire des Maures dans l'Antiquité, qui s'étend sur le Nord-ouest et central de l'actuelle Algérie, et une partie du Nord marocain. 
Rome en développe l'économie pour assurer le ravitaillement de Rome (huit mois par an, selon Flavius Josèphe, et seulement quatre pour l'Égypte romaine).
Au début de la domination romaine, le territoire est divisé en provinces :
- Maurétanie césarienne, qui correspond à l'Algérie centrale et occidentale. La capitale était Caesarea (actuelle Cherchel ou Cherchell) ;
- Maurétanie sétifienne, créée par Dioclétien pour la partie orientale de la Maurétanie Césarienne avec Sitifis (actuelle Sétif en Algérie) comme capitale ;
- Maurétanie tingitane, qui correspond à peu près au Nord du Maroc actuel. Les villes principales sont Volubilis, Sala, Lixus, Banasa, Ceuta, Melilla et Tingis (actuelle Tanger) qui en était le chef-lieu. Elle fut rattachée administrativement à la province d'Espagne (la Bétique).

Les Berbères vont connaitre des relations culturelles avec les Phéniciens (ce qui donne la civilisation carthaginoise), avec les Romains en Numidie ou encore avec leurs voisins égyptiens aux frontières de la Libye. La civilisation berbère est à son apogée, plusieurs grandes villes sont construites au Nord au Sud dans le désert (Timgad, Dougga, etc.), sauf Carthage, qui va être reconstruite. L'agriculture se développe grâce à la plantation de plusieurs milliers d'oliviers pour faire de l'huile d'olive en Afrique du Nord.
La nationalité romaine est offerte aux Berbères, cela facilite l'intégration des nomades au monde Romain. Plusieurs mariages mixtes entre Romains et Berbères naturalisés sont célébrés dans les grandes villes. La pratique des cultes berbères (croyances berbères) est représentée dans les fresques romaines, de même pour les jeux, sources de distraction et de joie pour la plupart des Berbères. De plus, les bains publics sont un luxe pour tout le monde. Timgad compte ainsi vingt-sept bains.
Il n'existe pas de remparts autour des villes, pour faciliter les relations entre les Berbères et les Romains. 
Les arts sont développés par les artisans berbères (céramique, poterie, tissage, etc.).
Plusieurs amphithéâtres sont construits, le théâtre de Timgad (Algérie) pouvant contenir 4 000 personnes de l'Aurès. La population globale de l'Aurès de l'époque est estimée entre huit et dix-mille habitants, durant les premières années de l'Empire romain en Afrique du Nord.
Les Berbères deviennent autonomes. Plusieurs guerres puniques se déclenchent en Afrique du Nord durant l'Antiquité. 
Le roi Massinissa unifie la Numidie,,, actuelle Algérie. L'empereur Constantin transfère la capitale de Lambèse à Cirta (Constantine actuelle).
Au cours de la deuxième guerre punique, les Massæsyles, commandés par Syphax, sont alliés à Carthage, tandis que les Massyles, commandés par Massinissa, s'allient à Rome, après avoir été spoliés par Syphax. À la fin de la guerre, les Romains attribuent tout le territoire numide à Massinissa. Son nouveau territoire entoure désormais celui de Carthage, sauf du côté de la mer.
En -148, à la mort de Massinissa, Scipion Émilien partage la Numidie entre les trois fils du roi. De même, Rome oblige Micipsa, dernier fils de Massinissa, à partager sa part entre ses deux fils et le fils naturel de son frère, Jugurtha. Ce dernier, voulant restaurer l'unité du royaume, fait assassiner ses cousins, et, en -113, se rebelle contre Rome à qui il va infliger de sévères défaites au cours d'une guerre longue et difficile qui durera de 111 à 105. Incapables de remporter une victoire militaire, les Romains usent de traîtrise pour le capturer. En 105, à la faveur d'un guet-apens, Jugurtha est livré par Bocchus, son beau-père et jusque-là son allié, à Sylla qui avait soudoyé l'entourage de ce dernier. La Numidie est partagée : sa partie occidentale est attribuée à Bocchus, roi de Maurétanie, le reste est laissé sous l'autorité d'un roi vassal de Rome.
Vers le début du premier siècle. Les Maghraouas auraient été très nombreux dans les environs d'Icosium (Alger) et Ptolémée de Maurétanie devait les contenir. Ptolémée de Maurétanie, fera transférer une partie des Maghraoua vers le chlef.
Les alentours de Tlemcen auraient été composés des royaumes Zénètes dans l'antiquité. 
Des Gétules (Zénètes) auraient vécu dans cette partie de la Berbèrie. 
Plusieurs rois Gétules purent contrebalancer l'Empire Romain, à l'exemple du héros Tacfarinas, vers 17 apr. J.-C.. Il soulève tous les tribus Gétules (Zénètes) , amis l'indomptable Tacfarinas trouve la mort à Aumale (sour el ghozlane actuellement)  .
À l'époque du Bas-Empire romain, les Levathae / Luwata (Laguatan) se révèlent tellement agressifs que les Romains font élever un limes pour les contenir. Après la crise économique que vécut la grande cité romaine de Leptis Magna, la ville connut plusieurs razzias de la part des populations locales

### Premières religions

#### Paganisme et judaïsme
Les populations berbères sont influencées dans l'antiquité par les croyances proche-orientales. Une mythologie berbère se développe, dont le culte principal concerne la divinité Ammon d'Égypte antique
Parallèlement, des communautés juives s'installent dans l'ensemble du Maghreb, dans l'Atlas et en Tunisie à Djerba.
À la veille de la conquête musulmane du Maghreb, plusieurs tribus berbères pratiquent le judaïsme , ainsi que le christianisme. Le reste de la population demeure Païen comme le cas des Banou Ifren.

#### Christianisme, arianisme et donatisme

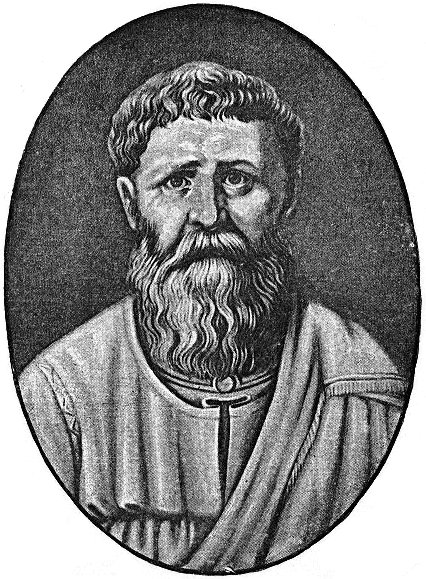
Saint Augustin d'origine berbère, il est l’un des principaux Pères de l’Église latine et l’un des 33 Docteurs de l’Église

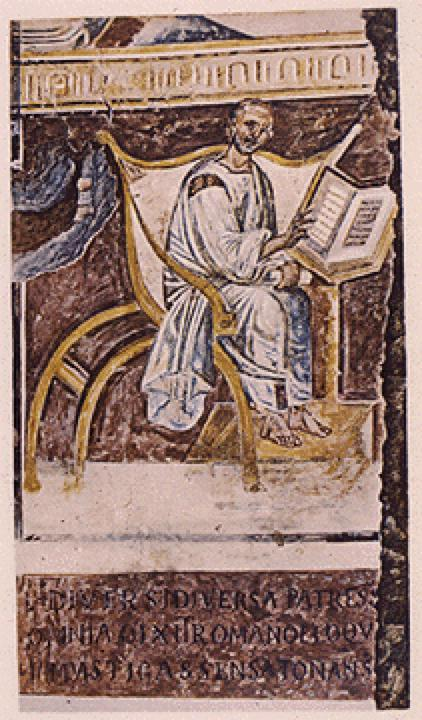
Portrait du philosophe et théologien saint Augustin

Le christianisme s'implante au IIe siècle, et durant le siècle suivant, dans une atmosphère de déclin grandissant, les populations des villes côtières algériennes, ainsi qu'une minorité de la population dans les campagnes se convertissent à la nouvelle religion. 
En 313, avec les crises politiques et économiques romaines qui s'éternisent, la nouvelle religion devient une arme qui va servir d'alibi religieux à une nouvelle révolte, encore une fois amazigh. Mais cette fois la révolte est religieuse et politique. En effet, le culte donatiste se développe en Algérie à Baghaï dans les Aurès et en Tunisie comme un défi politique à Rome. 
Les donatistes, refusant d'accepter l'autorité religieuse de l'Empereur, et exigeant la séparation de l'État et de la religion[réf. nécessaire], finissent par déclarer l'empereur comme étant le diable en personne, à l'opposé de Jésus de Nazareth qu'ils considèrent être Dieu. Ils rejettent aussi le rite catholique. Dès lors, l'empereur envoie ses troupes pour les réduire au silence, dans ce qui est communément appelé la première persécution des Chrétiens par d’autres Chrétiens. La répression fait seulement croître le soutien populaire des donatistes dans le peuple, et en 321 les légions romaines venues réprimer les Donatistes se retirent.
Toutefois vers l'an 340, l'idéologie donatiste donne naissance à une secte populaire, celle des Circoncellions, littéralement ceux qui encerclent les fermes. Comme le culte donatiste célèbre les vertus du martyre, les Circoncellions deviennent des extrémistes qui considèrent le martyre comme étant la véritable vertu chrétienne, et laissent de côté toutes les autres valeurs de leur religion telles que l'humilité, la charité, etc. Les Circoncellions se mettent alors à se munir de matraques de bois, refusant de porter des armes en fer, Jésus ayant dit à Pierre de poser son épée selon la tradition chrétienne. Ainsi, munis de leur matraques, ils se mettent à attaquer les voyageurs sur les routes du pays, puis à se diriger sur les fermes des propriétaires terriens, à les encercler et les attaquer. Le but des Circoncellions est de mourir au combat en martyrs. Ces extrémistes tuent, violent, volent plusieurs propriétaires terriens, ainsi que les voyageurs, et lorsqu'ils ne parviennent pas à se faire tuer, ils finissent par se suicider en essayant de sauter du haut d'une falaise. La secte des Circoncellions, violemment réprimée, semblent disparaître vers la fin du IVe siècle. Ce dérapage du culte donatiste a pour conséquence de noircir encore plus leur réputation à Rome.
Alors qu'en l'an 395 l'Empire romain fait face à de sérieux problèmes internes, qui réduisent le contrôle que cherche à exercer Rome sur l’Afrique du Nord, les Donatistes saisissent cette conjoncture qui leur est favorable, reprenant ainsi la tentative de dominer la scène politique et religieuse. Finalement, excédé, l'empereur de Rome les déclare en l'an 409 hérétiques et leur enjoint de restituer toutes les églises en leur possession en Afrique du Nord. Il envoie plusieurs légions qui sont d'une férocité terrible envers les responsables religieux du culte, et parfois même envers la population locale. Saint Augustin, alors l'évêque catholique d' Hippone, (Annaba, Algérie) essaie de calmer la colère de l'administration romaine, en plaidant pour un traitement plus humain des donatistes. Malgré les appels pressants de plusieurs parties, les Donatistes disparaissent presque complètement de la scène religieuse, seule une minuscule communauté survivant dans la clandestinité jusqu'au VIe siècle. 

Quelques années plus tard, en 430, tout l'Empire romain se retire de l'Algérie, sous la pression des Vandales qui envahissent la région. Le 28 août 430, Saint Augustin, grande figure du christianisme, trouve la mort durant le siège d'Hippone (Annaba)par les Vandales.
En 544, les Byzantins exercent un pouvoir juste dans la province de Constantine et dans l'Ifriqiya. Cependant, l'émergence d'insurrection berbère (bataille des champs de Caton, 548) contre les Byzantins provoque l'organisation de plusieurs États puissants les Djerawa, les Banou Ifren, les Maghraouas, les Awerbas, et les Zénètes..

## Conquête arabo-musulmane

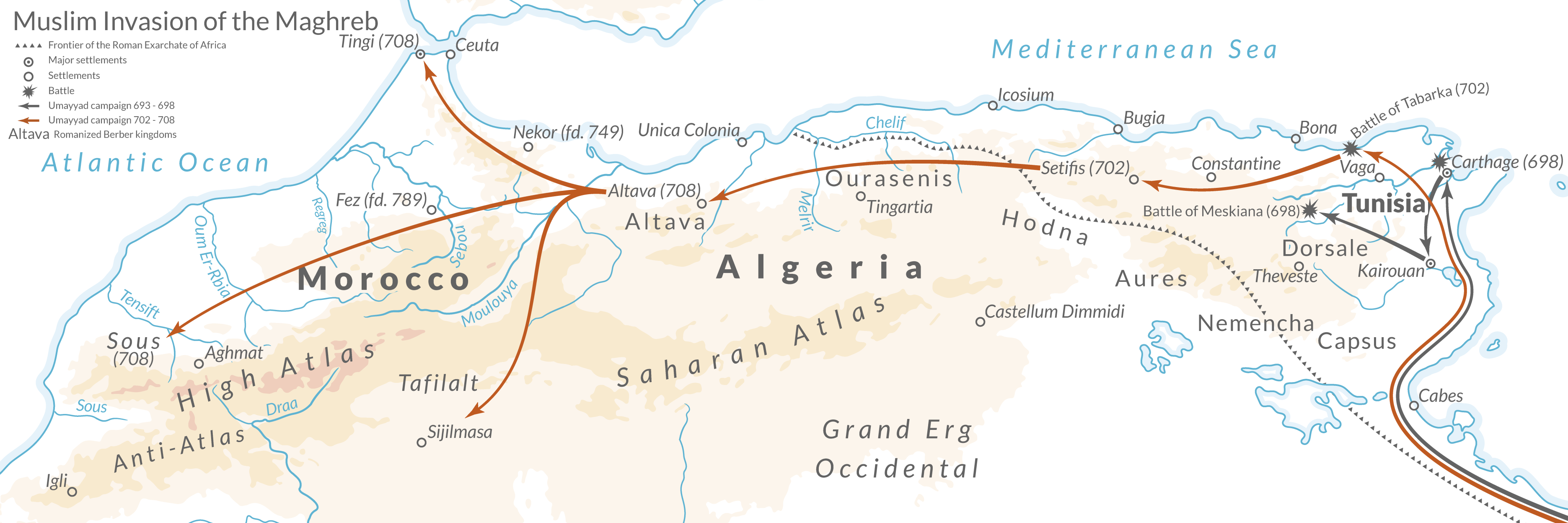
Avancées arabes musulmanes

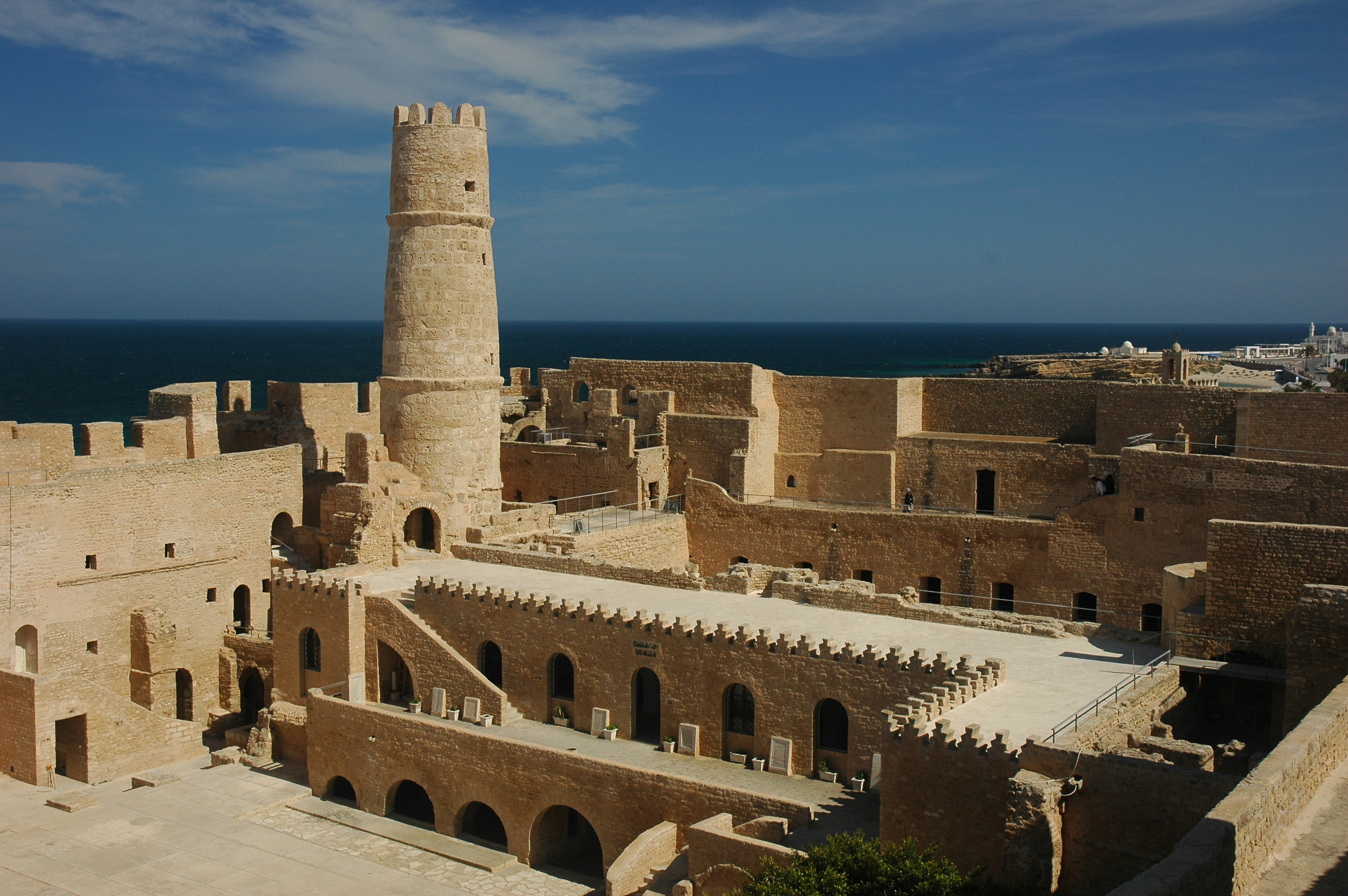
Ribat de Monastir

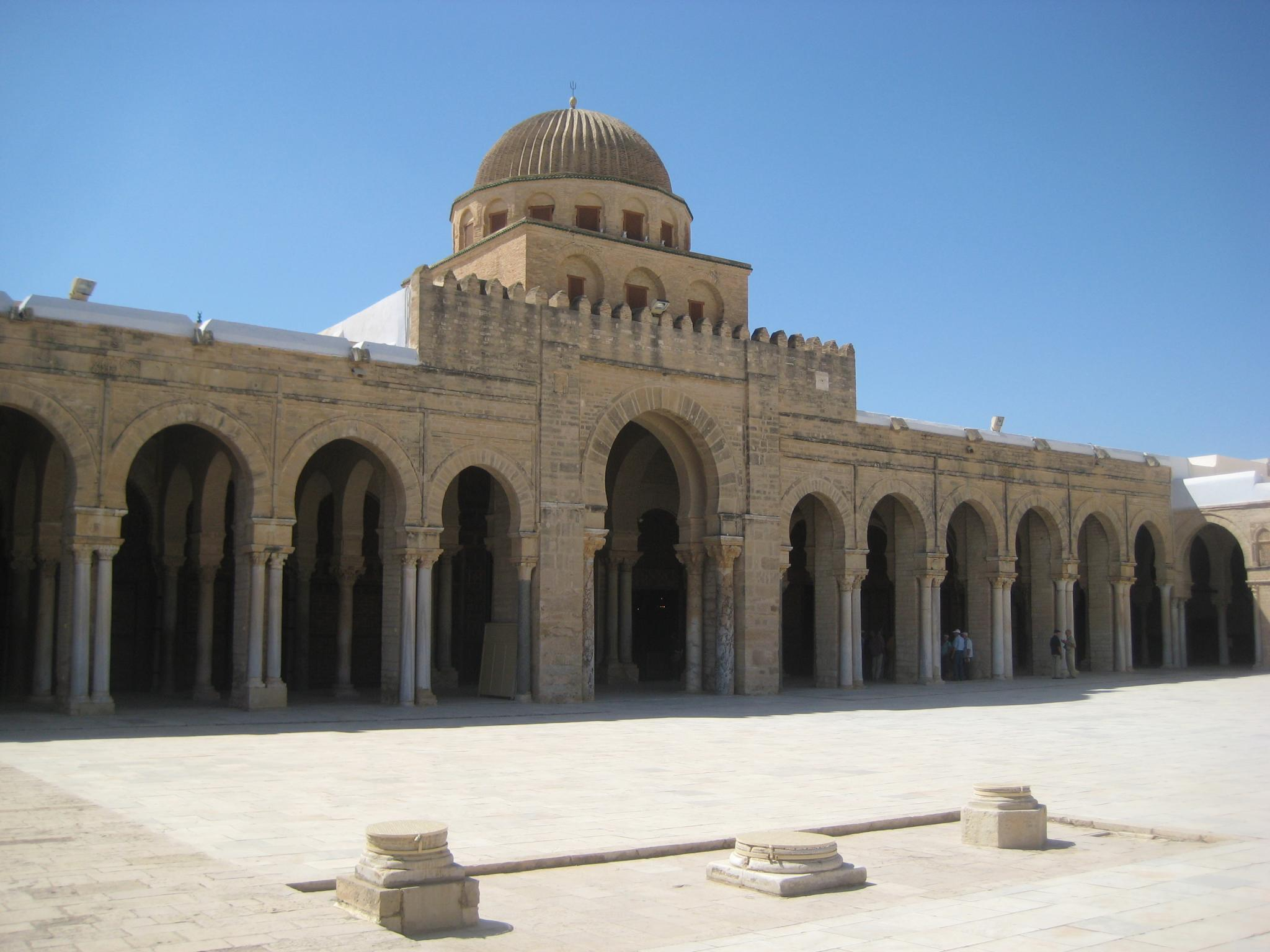
La grande mosquée de Kairouan est la plus ancienne mosquée du Maghreb.

### Les premières invasions arabes
La première expédition arabe sur la Tunisie est lancée en 647. En 661, une deuxième se termine par la prise de Bizerte. La troisième, menée en 670 par Oqba Ibn Nafi al-Fihri, est décisive : ce dernier fonde la ville de Kairouan au cours de la même année et cette ville devient la base des expéditions contre le nord et l’ouest du Maghreb. La conquête complète manque d’échouer avec la mort d’Ibn Nafi en 683. Envoyé en 693 avec une puissante armée arabe, le général ghassanide Hassan Ibn Numan réussit à vaincre l’exarque et à prendre Carthage en 695. 

Seuls résistent certains Berbères dirigés par la reine des Aurès Kahena (Dihya) . En 686, Dihya prend la tête de la résistance. Son origine est la tribu des Djerawa, une tribu berbère zénète de Numidie (Algérie), selon les chroniqueurs en langue arabe au Moyen Âge. Fille unique, elle aurait été élue ou nommée par sa tribu après la mort de son père. Elle procède à l'appel de nombreuses tribus de l'Afrique du Nord orientale et du Sud pour déclencher la guerre contre les Arabes Omeyyades. Elle défait par deux fois la grande armée des Omeyyades grâce à l'apport des cavaliers des Banou Ifren.
Parallèlement, les Byzantins, profitant de leur supériorité navale, débarquent une armée qui s’empare de Carthage en 696 pendant que Dihya remporte une bataille contre les Arabes en 697. Les Arabes, au prix d’un nouvel effort, finissent toutefois par reprendre définitivement Carthage en 698 et par vaincre et tuer la Kahena.

### Les mouvements de révolte anti-arabe
Contrairement aux précédents envahisseurs, les Arabes ne se contentent pas d’occuper la côte et entreprennent de conquérir l’intérieur du pays. Après avoir résisté, les Berbères se convertissent à la religion de leurs vainqueurs, principalement à travers leur recrutement dans les rangs de l’armée victorieuse. Des centres de formation religieuse s’organisent alors, comme à Kairouan, au sein des nouveaux ribats. On ne saurait toutefois estimer l’ampleur de ce mouvement d’adhésion à l’islam. Néanmoins, la conversion à l'Islam ne permet pas une société égalitaire. Le califat Omeyyade s'appuyant fortement sur un élitisme arabe, les Berbères sont souvent traités comme des personnes de second rang. Ces inégalités poussent de nombreux Berbères à adhérer à des mouvements musulmans radicaux, en marge de la doctrine sunnite pro-arabe, comme le kharidjisme ou le sufrisme.
 Certaines de ces communautés existent d'ailleurs toujours, notamment les mozabites en Algérie.

D'autres communautés berbères vont jusqu'à créer leur propre religion en y associant des éléments d'Islam, de christianisme et de paganisme, afin de s'opposer aux populations arabes, comme les Berghouatas au Maroc.

La période est alors propice à de nombreuses luttes de territoires. La plus puissante tribu berbère était les Banou Ifren(Tlemcen, Algérie), un temps au service de la Dihya. En 745, les Banou Ifren choisissent le dogme sufrite (Kharijite) et désignent Abou Qurra comme Calife. Ce dernier se retrouve à la tête d'une armée composée de 350 000 cavaliers berbères, et il reprend l'Afrique du nord aux deux puissantes dynasties les Omeyyades et les Abbassides, revient à Tlemcen, après que Yazid-Ibn-Haten brise la coalition berbère. Le premier conflit important berbère au VIIIe survient. Les Banou Ifren engagent 40 000 cavaliers dans cette guerre. Abou Qurra peut unir tous les Berbères.  
Par la suite, les Berbères se divisent en deux parties distinctes. Cette division crée un grand conflit entre les Sanhadjas et les Zénètes. Ce conflit débute en Afrique du nord et se transpose en Al-Andalus. Les Sanhadja (chiite) attaquent les Zénètes Kharidjites (Banou Ifren, Maghraoua, etc.). Cela entraîne d'abord une séparation territoriale entre les deux tribus berbères. Les Zénètes sont amenés à se déplacer vers l'Ouest de l'Afrique du Nord et au Sud par les Zirides (tribu des Sanhadja et chiite). Cependant, plusieurs tribus des Banou Ifren et des Maghraouas se rallient aux Fatimides dans ce conflit complexe, ni de religions ni de race, d'après Yves Lacoste, André Nouschi et André Prenant. D'autre part, plusieurs Fatimides changent de camp pour s'engager du côté omeyyade Alors que d'autres disent que c'est le pouvoir et la religion qui sont les sources des conflits des Berbères.
Les Sanhadja se divisent pour former deux dynasties distinctes : les Zirides (chiites) et les Hammadides (sunnites). Les Zénètes sont également divisés, sur la question de pouvoir, et trois dynasties se forment : Banou Ifren, Maghraoua et Meknassas. Une lutte acharnée au pouvoir des tribus Zénètes est signalée par Ibn Khaldoun.
La région reste officiellement une province omeyyade jusqu’en 750, quand la lutte entre Omeyyades et Abbassides voit ces derniers l’emporter. De 767 à 776, les Kharidjites berbères, sous le commandement d’Abou Qurra, s’emparent de tout le territoire, mais se retirent finalement dans leur royaume de Tlemcen, après avoir tué Omar ibn Hafs, surnommé Hezarmerd, dirigeant de la Tunisie à cette époque.

### Retour à l'autonomie politique de l'Afrique du Nord
En 800, le calife abbasside Hâroun ar-Rachîd (756-809) délègue son pouvoir en Ifriqiya à l’émir Ibrahim ibn al-Aghlab (756-812) et lui donne le droit de transmettre ses fonctions par voie héréditaire. Al-Aghlab établit la dynastie des Aghlabides, qui règne durant un siècle sur Tamazgha (Maghreb) centrale et orientale. Le territoire bénéficie d’une indépendance formelle tout en reconnaissant la souveraineté abbasside. La Tunisie devient un foyer culturel important avec le rayonnement de Kairouan et de sa grande mosquée, un centre intellectuel de haute renommée. À la fin du règne de Ziadet Allah Ier (817-838), Tunis devient la capitale de l’émirat jusqu’en 909.
Appuyée par les tribus Ketamas (ou Kutama, tribu kabyle de Jijel, Algérie) qui forment une armée fanatisée, l’action du prosélyte ismaélien Abu Abd Allah ach-Chi'i entraîne la disparition de l’émirat en une quinzaine d’années (893-909). 
En décembre 909, Ubayd Allah al-Mahdi se proclame calife et fonde la dynastie des Fatimides, qui déclare usurpateurs les califes omeyyades et abbassides ralliés au sunnisme. L’État fatimide s’impose progressivement sur toute l’Afrique du Nord en contrôlant les routes caravanières et le commerce avec l’Afrique subsaharienne. En 945, Abu Yazid, de la grande tribu des Banou Ifren, organise sans succès une grande révolte berbère pour chasser les Fatimides. Le troisième calife, Ismâ`îl al-Mansûr (913-953), transfère alors la capitale à Kairouan et s’empare de la Sicile en 948. 
Lorsque la dynastie fatimide déplace sa base vers l’est en 972, trois ans après la conquête finale de la région, et sans abandonner pour autant sa suzeraineté sur l’Ifriqiya, le calife Al-Muʿizz li-Dīn Allāh (932-975) confie à Bologhine ibn Ziri (?-984) — fondateur de la dynastie des Zirides — le soin de gouverner la province en son nom. 
Les Zirides prennent peu à peu leur indépendance vis-à-vis du calife fatimide, ce qui culmine avec la rupture avec ce suzerain devenu lointain, et inaugure l’ère de l’émancipation berbère. 
L’envoi depuis l’Égypte de tribus arabes nomades sur l’Ifriqiya marque la réplique des Fatimides à cette trahison.
Les Hilaliens suivis des Banu Sulaym — dont le nombre total est estimé à 50 000 guerriers et 200 000 bédouins — se mettent en route après que de véritables titres de propriété leur ont été distribués au nom du calife fatimide. 
Kairouan résiste pendant cinq ans avant d’être occupée et pillée. Le souverain se réfugie alors à Mahdia en 1057 tandis que les nomades continuent de se répandre en direction de l’Algérie, la vallée de la Medjerda restant la seule route fréquentée par les marchands. Ayant échoué dans sa tentative pour s’établir dans la Sicile reprise par les Normands, la dynastie ziride s’efforce sans succès pendant 90 ans de récupérer une partie de son territoire pour organiser des expéditions de piraterie et s’enrichir grâce au commerce maritime.
Les historiens arabes sont unanimes à considérer cette migration comme l’événement le plus décisif du Moyen Âge amazigh, caractérisé par une progression diffuse de familles entières, qui a rompu l’équilibre traditionnel entre nomades et sédentaires berbères. Les conséquences sociales et ethniques marquent ainsi définitivement l’histoire de l'Afrique du Nord avec un métissage de la population. 
Depuis la seconde moitié du VIIe siècle, la langue arabe demeure l’apanage des élites citadines et des gens de cour. Avec l’invasion hilalienne, les dialectes berbères sont plus ou moins influencés par l’arabisation, à commencer par ceux de l’Ifriqiya orientale.

## L'Afrique du Nord sous les grandes dynasties berbères

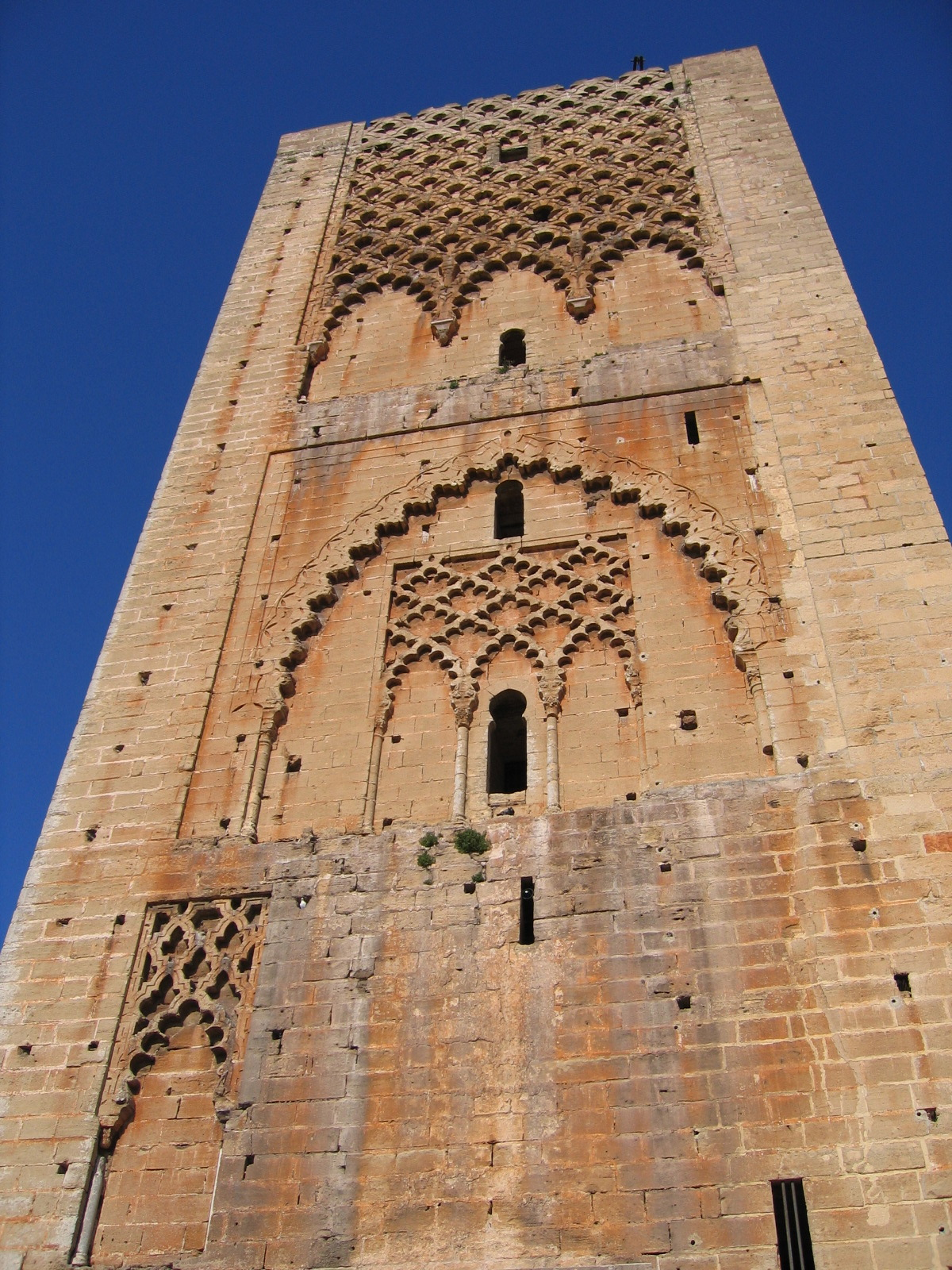
Tour Hassan à Rabat construite en 1196 par les Almohades

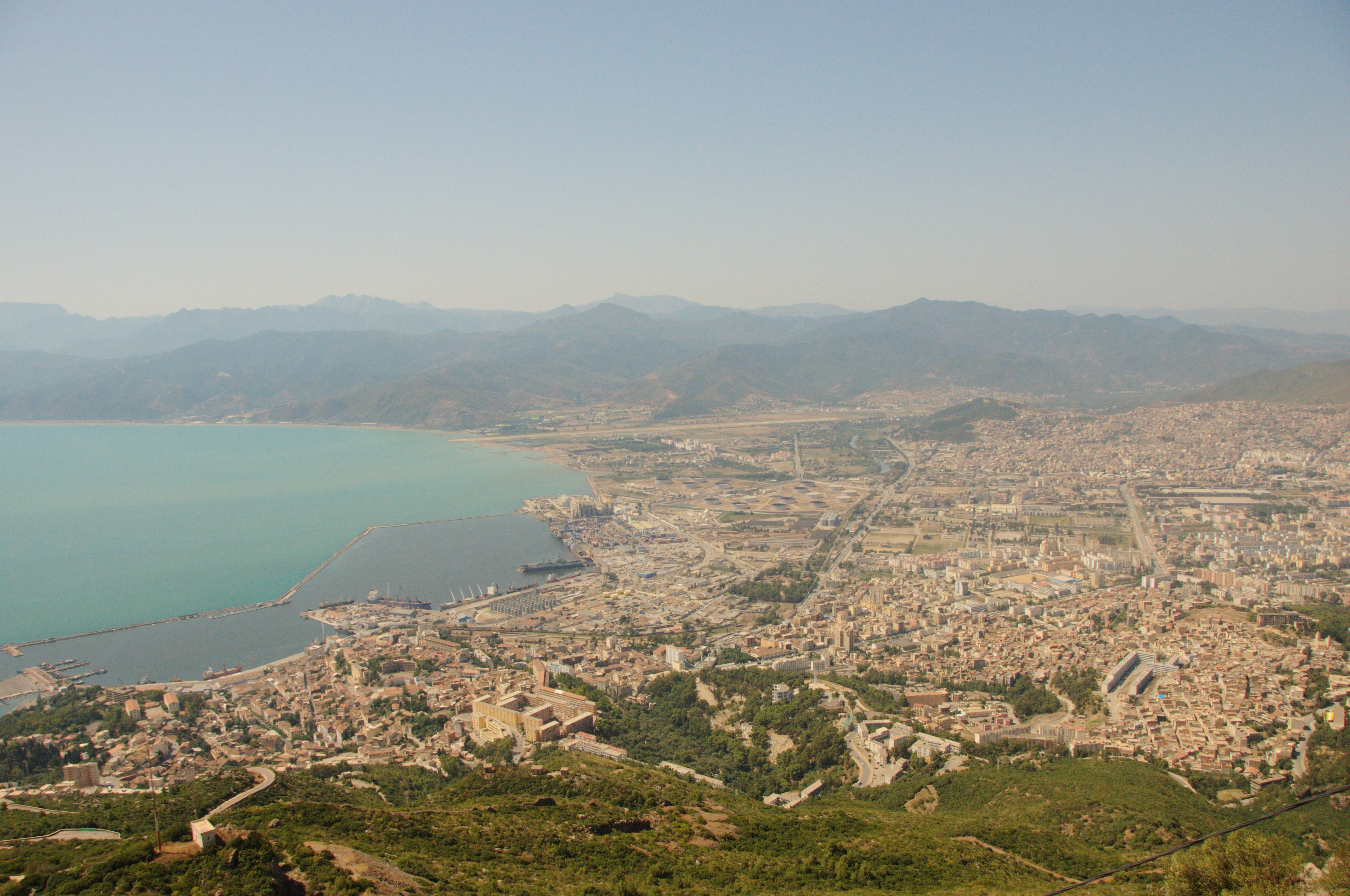
Les deux cofondateurs des Almohades se rencontrèrent non loin de Béjaïa pour l'unification du Maghreb. Béjaïa redevint une place commerciale, scientifique et culturelle prospère sous les Hafsides du av. J.-C.

Après l'adoption de l'islam par le peuple berbère, une série de dynasties berbères vont se succéder dont certaines (Almoravides, Almohades, Mérinides...)

### Almoravides et Hammadides
[Section à compléter]
Plusieurs dynasties berbères ont émergé pendant l'âge d'or islamique du Xe au XVe siècle
Ibn Khaldoun fait un tableau résumant les dynasties de l'Afrique du Nord dont les dynasties berbères Zirides, Banou Ifren, Maghraoua, Almoravides, Hammadides, Almohades, Mérinides, Abdalwadides, Wattassides, Meknassas, Hafsides, etc.
L'une des plus importantes fut la dynastie almoravide, célèbre dans tout le monde musulman qui fit la conquête d'un territoire s'étendant des fleuves Sénégal et Niger à l'embouchure de l'Èbre en Espagne.
L'émir Youssef ben Tachfine parvint à étendre la domination almoravide à la majeure partie de la péninsule ibérique en battant les Castillans à la bataille de Saragosse.
La période almoravide fait partie de l'apogée du pouvoir impérial berbère de l'époque médiévale.

### L'union des Almohades
Les Almohades ont pu faire l'unification du Maghreb. Et les Berbères du Moyen Âge ont contribué à l'arabisation du Maghreb, ce qui est un fait historique. 

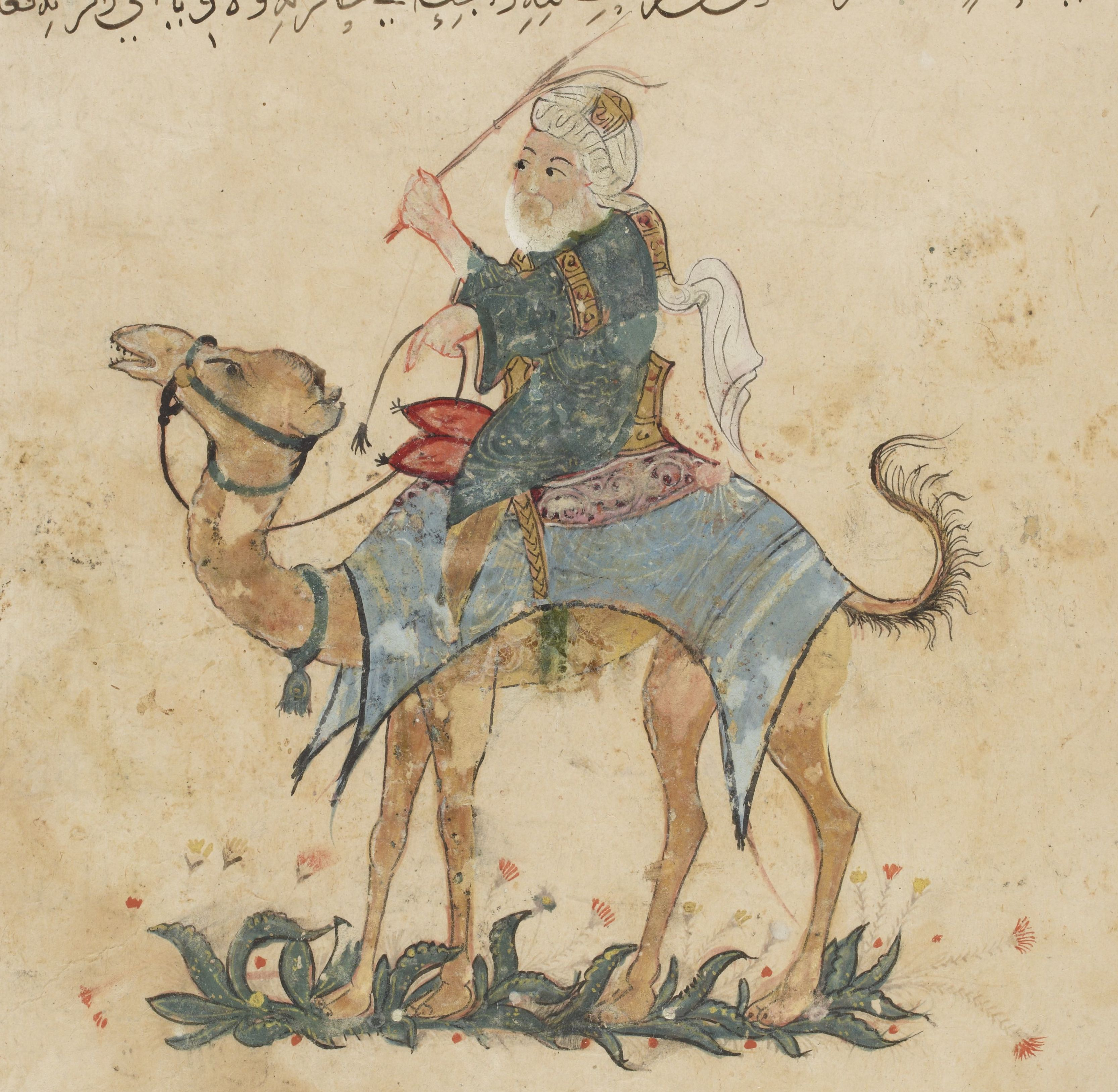
Ibn Battûta, grand voyageur et écrivain de l'époque des Mérinides

Les Almohades, (d'un mot qui signifie unificateur), s'opposent au malikisme), défont les Almoravides, tribu des Sanhadja. Les Almohades se composent alors des Masmouda et des Koumya. Le fondateur du mouvement religieux est Ibn Toumert de la tribu Masmouda (Maroc actuel). Son disciple Abd al-Mumin, de la tribu zénète des Kumya près de Nédroma (actuelle Algérie), prend la tète des Masmouda avec toute sa tribu et devient le premier calife almohade. 
Après sa mort, les descendants d'Abd al-Mumin partent à la conquête d'Al-Andalus, où jadis leurs adversaires almoravides avaient imposé leur domination.
La Giralda de Séville est un exemple d'architecture monumentale Almohade.

### L'influence berbère enAl-Andaluset enSicile
Des groupes berbères furent présents sur le territoire hispanique dès l’Antiquité. Durant l’Antiquité, toute tentative d’établissement de Berbères en Espagne fut repoussée parce qu’elle se heurtait à un pouvoir fort sur la rive européenne du Détroit, pouvoir qui, sur la rive opposée, entretenait une force militaire non moins solide qui contrôlait des tribus plus ou moins soumises.
En avril 711 , Tāriq ben Ziyād, gouverneur ommeyade d'origine berbère, commande une véritable expédition comptant 7 000 hommes auxquels s’ajoutent, peu après, 5 000 autres presque tous berbères si on en croit les chroniques. Cette expédition ouvre en grand les portes de l’Andalousie et rend possible l’établissement massif de tribus de provenances distinctes dans le territoire hispanique. La défaite du roi Rodrigue (19 juillet 711) fut suivie de la chute de la monarchie wisigothique. L’entrée des Berbères changea le cours latino-chrétien et hispano-wisigothique dans l'histoire de la péninsule ibérique

### Mérinides, Hafsides et Zianides
Après le massacre des Zénètes vers le XIe siècle, et à la suite du déclin des Almohades, trois dynasties zénètes vont surgir au Maghreb et en Al-Andalus (les Mérinides, les Zianides et les Wattassides)
Les deux dernières dynasties berbères zénètes se font la guerre, les Zianides contre les Mérinides (ils adoptent un nouveau malékisme)). Les Mérinides sont refoulés au Maroc actuel par les Banou Ifren qui reprennent Tlemcen grâce aux Hafsides en 1437.
Les Mérinides prennent la Tunisie et font tomber les Hafsides. En effet, Abou el Hassen souverain mérinide de Constantine et de Béjaïa s'empare de la Tunisie, Ibrahim abou Fadhel sera le souverain de la Tunisie, mais l'histoire ne révèlera pas tous les noms des souverains mérinides en Tunisie .
Les dynasties berbères sont détruites par l'arrivée des Espagnols et des Ottomans. Depuis ces conflits, les Berbères sont séparés, ce qui a mené à la création de plusieurs tribus qui n'ont aucun lien commun ni dans la langue, ni dans la tradition, ni dans l'espace géographique, ni dans la religion, ni dans les mœurs, etc., au Maghreb, en Al-Andalus, au Sahel africain.
Le conflit entre Sanhadja et Zénètes est le plus important dans l'histoire des Berbères et a été révélé par tous les historiens du Moyen Âge et contemporains (Ibn Khaldoun, Ibn Hazm, Émile-Félix Gautier, Gabriel Camps, Rachid Bellil, etc.). Quelques historiens comme Émile-Félix Gautier et Gabriel Camps entre autres tirent des conclusions et des thèses de ce conflit majeur. Ces thèses seront contredites par certains historiens contemporains comme Rachid Bellil, Benabou, Potiron, etc. Ces derniers rejoignent l'approche historique d'Ibn Khaldoun.

## L'ère moderne: entre assimilation et repli
À la suite de la prise de Grenade en 1492 et au début de l'expansionnisme ibérique, les dynasties berbères du Maghreb sont fortement affaiblies. Au Maroc, on assiste à des luttes de pouvoir entre Mérinides et Wattassides et les actuelles Algérie et Tunisie passent quant à elles progressivement sous domination Ottomane, favorisant une conscience politique différente.
Le Maroc les dynasties d'origine berbère vont durer mais auront toujours à leur tête des chefs d'ascendance chérifienne permettant ainsi la synthèse entre clan berbère, pouvoir religieux et autorité linguistique arabe. Il s'agit notamment des dynasties saadiennes et alaouites. Très vite, le pouvoir en place au Maroc sera centralisé et les révoltes locales se feront souvent soit au travers du soutien ou non à des héritiers prétendants au trône, soit lors de révoltes face au Sultan, notamment dans les oppositions entre Fès et Marrakech ou les soulèvements dans le Souss. Même si les révoltes viennent de population berbères, elles n'ont que rarement des revendications identitaires. Parmi les exemples d'opposition au pouvoir on peut citer celle de Raisuni de la tribu Jebala ou encore la création de la république du Rif en opposition à l'instauration du protectorat français et espagnol et sous la direction de Abdelkrim el-Khattabi (ou dans ce cas, l'aspect régional est assez marqué)
En Algérie, avec le début des incursions turques et la régence d'Alger et des prises espagnoles notamment à Oran, de nombreux berbères se replient dans les montagnes et demeurent isolés surtout dans les régions de l'Aurès ou en Kabylie et au Sahara.
Les Berbères du Maghreb centrale iront ainsi jusqu'à créer leur propre royaume indépendant comme le royaume des Beni Abbès et le royaume de Koukou qui durent du XVIe au XIXe siècle en Kabylie.
Avec l'arrivée des Français en 1830 en Algérie, certains berbères (dont l'émir Abd El-Kader (qui prétendait descendre des Banou Ifren), Lalla Fatma N'Soumer, siège de Zaatcha, révolte de Mokrani, Cheikh Bouamama (rassemble les Ouled sidi Chikh, les Zénètes, les Sanhadjas...), etc., se révoltent et organisent plusieurs guerres pour défendre leur territoire.

## XXesiècle

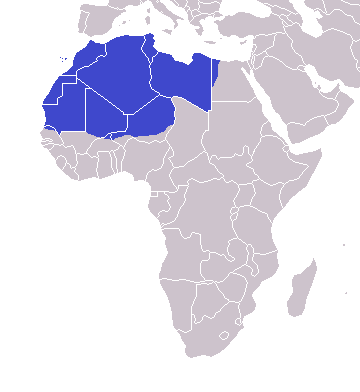
Tamazgha

### La population actuelle
Actuellement, la plupart des Berbères sont sédentaires. Ils se désignent d'abord par leur ethnie régionale et puis par leur parler berbère : 
- en Algérie : les Chaouis, les Kabyles, les Mozabites, les Touaregs, les Beni Snous, les Chenouis, les habitants du Ouarsenis (Banou Ifren et Maghraoua), etc) ;
- au Maroc : les Rifains, les Chleuhs, les Awerba, les Zayanes et Zemmours...
- en Libye : les Yafran, etc. ;
- en Tunisie : les habitants de Matmata, Chenini Guellala, Sedouikech, Douiret, Sened, etc.
- en Espagne non métropolitaine : les habitants des îles Canaries.

Plusieurs ethnies d'origine berbères parlent l'arabe et ne s'identifient pas aux régions citées. L'ensemble des ethnies berbères est appelé par Imazighen (le pluriel d’« Amazigh »), et l'espace géographique nord-africain par Monde berbère (Tamazgha).

### Les mouvements de reconnaissance identitaires
Après la fin de la colonisation française de l'Afrique du Nord, se développe un retour aux revendications linguistiques amazighe, notamment lors du Printemps berbère de 1980, ce qui permet la reconnaissance du berbère comme co-langue officielle au Maroc et en Algérie.
De nos jours aussi, les revendications indépendantistes des berbères et autres ethnies habitants le nord Mali fondent leurs revendications sur ces mêmes différences historiques en plus d'autres revendications plus rationnelles comme l'accès à l'éducation, à la santé et autres prestations dont ils étaient exemptées depuis l'indépendance.